# Eloi Limbio
Eloi Limbio (... – Le Chesnay, 6 giugno 2012) è stato un cestista e magistrato centrafricano.

## Carriera
Con la Rep. Centrafricana ha preso parte ai Campionato del mondo del 1974.